# Euclidia dentata
Euclidia dentata là một loài bướm đêm trong họ Erebidae.